# Mouvement d'envoi des zhiqing à la campagne
Le mouvement d’envoi des zhiqing à la campagne (chinois simplifié : 上山下乡运动 ; chinois traditionnel : 上山下郷運動 ; pinyin : Shàngshān xiàxiāng yùndòng ; litt. « Mouvement Monter à la montagne et descendre à la campagne ») est une politique menée en république populaire de Chine par Mao à l’issue de la révolution culturelle. De 1968 jusqu’à la fin des années 1970, près de 17 millions de jeunes Chinois des villes sont envoyés autoritairement à la campagne, victimes d’un des mouvements les plus radicaux lancés par la république populaire de Chine. Le Parti communiste chinois voulait transformer ces jeunes citadins en paysans pour le reste de leurs jours. On appellera ces jeunes les zhiqing, ou « jeunes instruits » en français.

## L'origine du mouvement

### Contexte
Selon l'historiographie chinoise, la révolution culturelle commence en 1966 et s'achève en 1976 avec la mort de Mao Zedong. Il s'agit d'une lutte pour le pouvoir où Mao tente de reprendre son autorité au sein même du Parti communiste chinois où il est contesté après l'échec du Grand Bond en avant. Pour cela, Mao décide de détruire le Parti communiste en s'appuyant sur son entourage personnel et les masses qu'il compte mobiliser en comptant sur son charisme. Pour Mao la menace révisionniste ne vient pas des ennemis du Parti mais du Parti lui-même. Les étudiants et lycéens répondent avec enthousiasme à l'appel de Mao : « Bombardez le quartier général ». Pour la sinologue Marie-Claire Bergère c'est une « curieuse alliance que celle du hiérarque vieillissant avec ces adolescents fanatisés qui le considèrent comme un dieu ». Les gardes rouges s'attaquent aux cibles désignées : les hauts fonctionnaires et les intellectuels, mais aussi à tous les Chinois soupçonnés de s'opposer au président Mao. Les interprétations des consignes données conduisent les gardes rouges à se scinder en factions rivales. Les opposants au Grand Timonier sont balayés par la violence des Gardes rouges notamment Liu Shaoqi qui meurt en prison en 1969. Mais la Chine plonge dans une guerre civile et l'unité nationale est menacée. En 1967, Mao Zedong décide de mettre fin au mouvement des Gardes rouges qui menace son pouvoir retrouvé. Il s'appuie pour cela sur l'Armée populaire de libération contrôlée par Lin Biao. Les Gardes rouges disparaissent du paysage politique chinois. Leurs chefs comme Tan Houlan, Nie Yuanzi ou Kuai Dafu sont emprisonnés, le gros des troupes est enrôlé par l'Armée ou envoyé à la campagne pour y être « rééduqué ». Entre 1968 et 1980, près de 17 millions de jeunes urbains sont envoyés autoritairement à la campagne dont le noyau essentiel comprend 4 670 000 anciens Gardes rouges déportés entre 1968 et 1969. Pour Thierry Wolton, un tel déplacement de population à la campagne est exceptionnel mais comparable à la déportation organisée par le régime khmer rouge au Cambodge où c'est  l’intégralité de la population qui est déplacée avec des conséquences dramatiques. Le sinologue Alain Roux note qu'avec l'envoi de 17 millions d'adolescents et de jeunes gens dans les campagnes chinoises les Gardes rouges « disparaissent sans gloire ». Les universitaires Roderick MacFarquhar et Michael Schoenhals mentionnent que la fin des Gardes rouges ne met pas fin aux violences mais est le « prélude à une campagne toujours plus large de terreur où plus de gens encore furent torturés, estropiés, rendus fous, tués ou acculés au suicide ».

### Les motivations de Mao Zedong
Mao Zedong a plusieurs motivations en engageant le mouvement d'envoi des zhiqing à la campagne :

#### Idéologie
Pour Mao Zedong, les intellectuels doivent servir le peuple des ouvriers et paysans : « Nous recommandons aux intellectuels d'aller parmi les masses, dans les usines, dans les campagnes ». Le Grand Timonier préconise « la réforme de la pensée par le travail », mais selon Jung Chang il n'expliqua jamais la relation entre les deux. Une interrogation sur ce sujet relève alors d'une « trahison ». 
Mao veut réformer la mentalité des jeunes urbains pour en faire les successeurs des fondateurs du régime, et éliminer les divisions qui se font jour au sein de la société. L'objectif est un objectif de « rééducation ». Selon le Grand Timonier, la jeunesse urbaine serait en effet de plus en plus élitiste et coupée des masses. C'est d'abord la première génération qui n’a pas connu la révolution. Mais cette conviction est également un effet de l’« anti-intellectualisme » de Mao : le Rouge doit l’emporter sur l’expert, la foi révolutionnaire sur la connaissance (les intellectuels sont qualifiés de « puants de la neuvième catégorie » par Mao), la vertu révolutionnaire sur la sélection par les examens.
Mao craint aussi l'institutionnalisation des valeurs révolutionnaire, dans le cadre quasiment messianique (communisme) et charismatique. Les jeunes des villes doivent réapprendre les vraies valeurs, des valeurs quasi religieuses : goût de l’effort et de l’endurance, goûts simples, mode de vie spartiate. L'envoi à la campagne est considéré comme une revivification de la Révolution, une façon de retourner aux sources, c'est-à-dire à la campagne, puisque la révolution a été faite d'abord par les paysans. Le mouvement a souvent a pris la forme d’une nouvelle Longue Marche.[réf. nécessaire]
Jung Chang indique avoir constaté que les enfants des nouveaux Comités révolutionnaires ou ceux des officiers de l'Armée populaire de libération sont épargnés par cet envoi à la campagne. Ces enfants pouvaient alors s'engager dans l'armée, ainsi l'un des signes de pouvoir est d'avoir des enfants au sein de l'armée. Par ailleurs de nombreux jeunes instruits sont envoyés dans les fermes que dirige l'armée dans les provinces frontalières.

#### Politique: restaurer l’ordre et renforcer le «pouvoir charismatique» de Mao Zedong

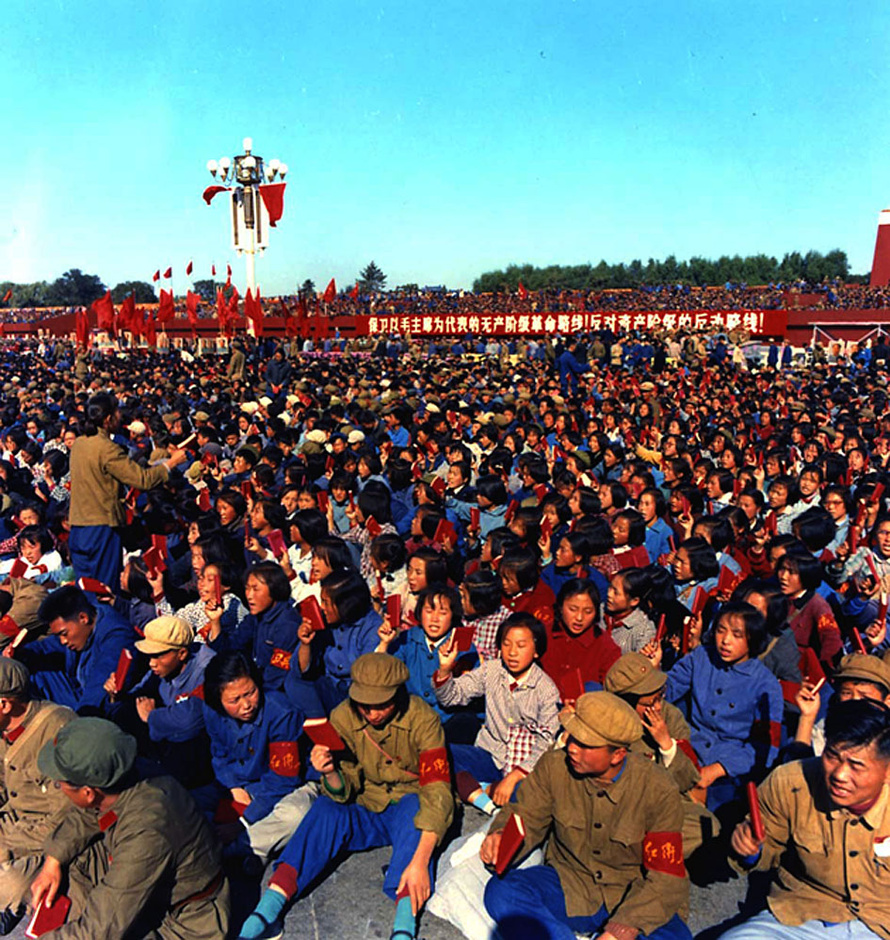
Rassemblement de Gardes rouges sur la place Tian'anmen à Pékin.

À partir de l'automne 1967, les autorités chinoises cherchent à rétablir l'ordre et souhaitent en finir avec les Gardes rouges qui n'ont plus d'utilité politique. De plus certains d'entre eux commencent à élaborer des idéologies qui pourraient remettre en cause le régime au pouvoir. Les premiers jeunes sont envoyés dans les régions frontalières, mais les jeunes Chinois préfèrent rester oisifs dans les villes. Mao Zedong donne deux directives pour accélérer, une en septembre et un autre en décembre 1967 pour envoyer en masse les jeunes instruits et les personnes sans emploi. Michel Bonnin considère qu'il existe « un lien très net entre la mise au pas des Gardes rouges et la reprise massive de l'envoi des jeunes à la campagne ». La presse chinoise de l'époque informe que le xiaxiang a pour objectif de « consolider la dictature du prolétariat et empêcher le retour du capitalisme », ce qui devait permettre de consolider la ligne politique de Mao Zedong et éviter le retour des révisionnistes comme Liu Shaoqi. Le mouvement a permis de conforter le « pouvoir charismatique » de Mao Zedong.

#### «Déroutinisation»
Selon Hannah Arendt, « les formations totalitaires ne restent au pouvoir qu’aussi longtemps qu’elles demeurent en mouvement et mettent en mouvement ce qui les entoure ». Pour Michel Bonnin, l'envoi à la campagne de jeunes citadins est un très bon moyen de « mettre en mouvement  » la société chinoise. Selon le Quotidien du peuple c'était « un élément important de la grandiose théorie du Président Mao sur la poursuite de la révolution sous la dictature du prolétariat ».
Mais ils font aussi l'expérience d'une liberté de parole extraordinaire durant cette période.
Lu Yaoke, un étudiant, peut ainsi s’insurger contre l'aspect féodal du régime (hérédité de classe).
Ils jouissent d'une liberté d'expression et d'action  inouïes, puisqu'il leur est reconnu le droit de critiquer, si ce n'est renverser, toutes les autorités établies.

#### Socio-économiques
L'envoi à la campagne des jeunes désœuvrés doit permettre d'éviter les désordres. 
Officiellement une priorité est donnée au développement de l'agriculture. Les zhiqing doivent devenir un « paysan d'un type nouveau » sachant cultiver mais aussi lire et compter. Mao Zedong veut glorifier l'esprit pionnier indispensable à l'édification d'une agriculture novatrice permettant un nouveau Grand Bond en avant cette fois-ci pour le monde agricole. Les zhinong qingnian (jeunes aidant l'agriculture) doivent devenir comptable ou instituteur, mettre en place une agriculture mécanisée, favoriser une meilleure hygiène de vie des paysans en devenant infirmier ou médecin. Ces objectifs premiers sont maintenus pendant la révolution culturelle, toutefois ils sont complétés par le « travail politique » visant à éduquer les populations rurales. En dehors de ces priorités le zhiqing doit travailler dans les champs. Pour Michel Bonnin il s'agit là d'un leurre car les jeunes issus des milieux urbains ne peuvent pas rivaliser avec les connaissances d'un monde paysan parfaitement adapté à son environnement.

## L’expérience commune d'une génération

### Le début du mouvement
L'expression « jeunes instruits » est la traduction de zhishi qingnian abrégé en zhiqing. À l'automne 1967, alors que la Chine, plongée dans le chaos, est au bord de la guerre civile, une circulaire ordonne l'organisation du départ des nouveaux diplômés à la campagne. Environ la moitié de la génération de jeunes urbains durant cette période est concernée.
Ce mouvement s'appelle le xiaxiang (« descendre à la campagne »). Loin d'être une nouveauté, il avait été employé auparavant par les communistes chinois. Ainsi après la campagne des Cent fleurs quatre cent soixante mille contestataires sont « déportés » en 1957-1958, essentiellement dans les camps de travaux forcés, les laogaï.

### À la campagne, découverte et désillusion
La majorité des paysans désapprouvent l'arrivée de ces jeunes instruits inaptes aux travaux des champs, il les considèrent comme un « autre fardeau importun ».
Les zhiqing découvrent les conditions de vie des paysans près de vingt ans après la mise en place d'un régime communiste en 1949. Dans son autobiographie Les Cygnes sauvages, la jeune instruite et ancienne garde rouge Jung Chang, déplacée à Ningnan, mentionne l'absence de machines agricoles et de bêtes, les paysans ne pouvant pas les nourrir. Tout s'effectuait manuellement dans un village sans électricité. Elle indique une situation similaire dans l'ensemble du Sichuan, en dehors des buffles d'eau pour le labourage, il n'y a pas de bêtes de trait. Le transport de l'eau, du combustible, de la nourriture ou du purin s'effectuent à dos d'homme avec des paniers de bambou ou des récipients suspendus au bout d'une perche. Les idéaux des anciens gardes rouges vacillent, ce qu'ils constatent est en contradiction avec le discours de supériorité de la voie maoïste de développement du monde rural. Les paysans évoquent avec regret l'ancienne politique agricole de Liu Shaoqi. Ces mesures, dites des « trois libertés », sont la privatisation  des terres, la mise en place de marchés libres et l'autorisation de petites sociétés privées. Elles ont été balayées par les idéologues de la révolution culturelle. Or ces jeunes étaient les bras armés de la ligne révolutionnaire de Mao Zedong. D'autres paysans évoquaient la famine du Grand bond en avant. Ces découvertes de la réalité du terrain étaient une surprise cruelle.
Les zhiqing considèrent être sacrifiés pour le maintien du Maoïsme. Ils se considèrent comme abandonnés dans des campagnes isolées et ne trouvent pas leurs places au sein de celles-ci. Ils se trouvent à la merci des fonctionnaires de la région; punitions non motivées, violences à leur encontre, viol des jeunes filles sont des comportements courants à l'égard de ces jeunes urbains.

### L’expérience douloureuse du retour
Pour revenir chez eux les zhiqing peuvent utiliser plusieurs procédés. Le plus courant est la corruption. Avec beaucoup d'argent il est possible d'obtenir le droit certifié de rentrer en ville. Un autre moyen est le certificat médical, le médecin doit alors certifier que l'état de santé du jeune instruit nécessite un rapatriement dans sa famille, le pot-de-vin est bien nécessaire mais le médecin doit aussi constituer un dossier médical étayé. Le montant financier de cette corruption, environ cinq cents yuans, limite cette voie d'échapper au xiaxiang aux familles des privilégiés. Un autre moyen est réservé aux jeunes filles, celles-ci peuvent monnayer leurs charmes, auprès des cadres du parti communiste, contre la promesse d'un retour. Bien souvent, elles sont « libérées » quand elles sont enceintes, au point qu'un hôpital de Pékin se spécialise dans l'accouchement des jeunes instruites de retour. 
De cette période la sociologue Li Yinhe, une ancienne jeune instruite, indique : « Nous n’avons plus fait confiance trop facilement à quiconque. Au début, la personne qui nous a dit d’aller dans le vaste monde pour y être rééduqués, n’avait sans doute pas imaginé quel serait l’effet de cette cruelle décision, quel genre de personnes elle forgerait ainsi. Son idéalisme a formé notre réalisme ; son dogmatisme a engendré notre liberté de pensée ; sa politique d’abrutissement du peuple a été à l’origine de notre indépendance d’esprit ».
Le manque d'expérience de ces jeunes les relie à ces trois catégories : ni intellectuels, ni ouvriers, ni vraiment paysans. Ce sont des jeunes, issus de toutes les classes urbaines, que l’envoi à la campagne a transformés en déclassés privés d’avenir. Ils ont interrompu leurs études et ne valent plus rien à leur retour. Le régime ne leur prépare aucun avenir et cela les pousse à exprimer leur mécontentement. On les qualifie de génération « perdue ». Ils sont rejetés de la ville où ils sont souvent discriminés.
Lors du mouvement du 5 avril 1976, Jean-Philippe Béja indique que sur la place Tian'anmen, se trouvent parmi les manifestants des jeunes instruits revenus clandestinement de la campagne. Ils y côtoient des intellectuels persécutés depuis le début de la révolution culturelle ou des cadres étiquetés révisionnistes.
Pour Jean-Philippe Béja la manifestation du 5 avril 1976, à laquelle des jeunes instruits ont participé, constitue le socle de la coalition qui devait engager les réformes en 1978, avec le mur de la démocratie et le Printemps de Pékin.
Les examens d’entrée à l’université sont remis en place en 1978. Les zhiqing peuvent y prétendre car la classe d'âge des possibles candidats est repoussée jusqu'à 31 ans. Toutefois seuls les candidats ayant obtenu au préalable l'accord des unités de travail pouvaient se présenter. Par ailleurs le nombre de places étant très limité, la compétition est forte.

## La place des zhiqing dans la société chinoise moderne
Le caractère massif de cette déportation et la nature irréductible de l'expérience qu'ils ont vécue dans les campagnes chinoises ont fait de cette génération une génération à part. Elle est devenue emblématique de la crise de la société traversée à l'issue de la révolution culturelle jusqu'à la fin des années 1970. Surtout, une véritable conscience de génération entre ses membres s'est constituée, et il est admis en Chine qu'il s'agit d'une génération originale, une entité collective, avec un mode de pensée et d’action commun.
On dit souvent d'elle qu'il s'agit d'une « génération perdue ». Outre l'amertume d'avoir été envoyés à la campagne pendant plusieurs années dans des conditions généralement pénibles, loin de leur famille, les zhiqing ont eu les plus grandes peines à se réinsérer en ville à leur retour. Ceux qui étaient revenus en ville illégalement furent souvent réduits au travail clandestin, aux trafics ou à la délinquance. Pour les autres qui rentrèrent régulièrement, leur scolarité avait été prématurément interrompue et bien peu arrivèrent à réintégrer le système éducatif. Ils se retrouvèrent sans formation, et souvent sans travail. Cette situation difficile qu'ils partagent ne fit que renforcer leur sentiment d'être à part.
Enfin, leur désillusion totale sur la nature du régime en feront les partisans les plus résolus du Mouvement démocratique chinois qui fera surface à partir de la fin des années 1970.
Un musée des Zhiqing est ouvert au public à Heihe en Chine. Le Musée de Liangjiahe retrace la vie de Xi Jinping alors qu'il était un Zhiqing.

#### En français

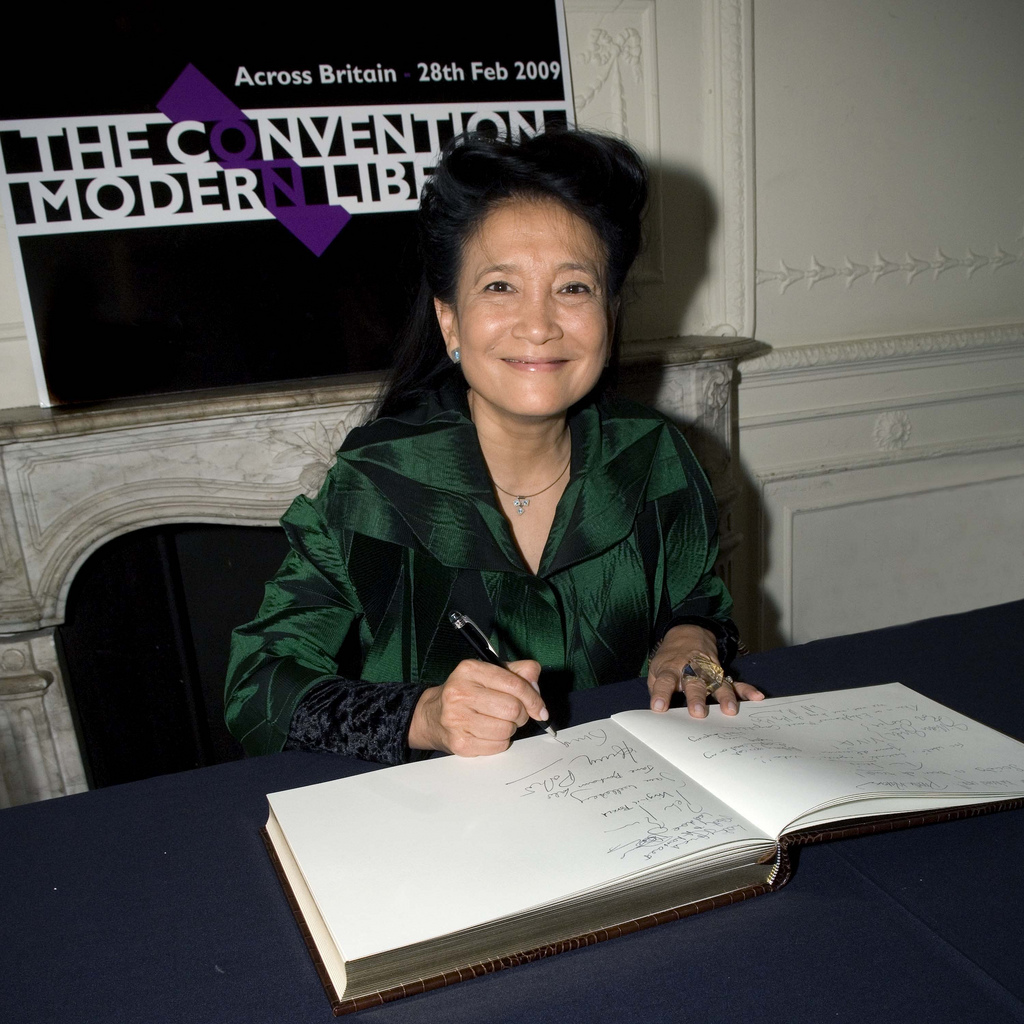
Jung Chang, une jeune instruite est envoyée à la campagne à la fin des années 1960. Elle évoque cette période dans son autobiographie Les Cygnes sauvages.